# 超級軍旗攻擊機
超級軍旗攻擊機（Super Étendard）是法國達梭航太為法國海軍所設計的艦載攻擊機，此機在福克蘭群島戰爭與其所配合的飛魚導彈一舉成名。目前超級軍旗攻擊機已全數退役。

## 設計與發展
超級軍旗攻擊機是源自於它的前身軍旗IV攻擊機，軍旗IV攻擊機原定要在1970年代以美洲豹攻擊機（SEPECAT Jaguar）的海軍型—M型替換，美洲豹M型的研發計畫在1969年開始，由包括政治及技術雙重的阻礙而進度落後；美洲豹M型單發動機運作狀態時飛行狀態不穩定、發動機油門反應不佳，因此法國海軍在1973年取消美洲豹M型研發計畫。超級軍旗成為美洲豹M型的備案提出，同時間提出備案包括向美國採購A-7海盜二式攻擊機或A-4天鷹式攻擊機，但法國決定採用達梭自製機種。
超級軍旗在硬體架構上大多沿襲軍旗IV，主要差別是換裝了推力提升的亞塔8K50發動機（無後燃器，最大推力49仟牛頓（11,025 lbf）），並因應增裝龍舌蘭雷達而修改機鼻，能搭載法國宇航的飛魚反艦飛彈，配合新的主翼與增升裝置；由於推力升級不大，超級軍旗的主要價值是整合了1970年代最新銳的航空電子系統，使攻擊機具備遠程對海攻擊能力。超級軍旗原型機共打造3架，2架由軍旗IV改造、1架換用全新主翼因此新造；只換裝新引擎與機鼻而無火控設備超級軍旗一號原型機在1974年10月28日首飛、裝設火控的二號原型機1975年3月28日首飛，法國海軍原本預定採購100架，但是因為開發時程延宕與單價增長最後是採購60架與20架選擇權，最終採購了71架。首架超級軍旗量產機在1977年11月25日出廠、1978年6月28日交付法軍，由法國海軍第11海軍航空隊換裝，該海航中隊在1979年2月開始運用超級軍旗執行戰備，1982年完成換裝。
除了常規武器，超級軍旗攻擊機也是構成法國核子打擊武器的其中一部，在超級軍旗服役時已可配掛自由落體式的AN-52核子彈，法國海軍唯一可執行核打擊任務的單位是法國海軍第17海軍航空隊的超級軍旗，該中隊在1985年1月1日開始以超級軍旗擔負戰備，隨後也被整合入ASMP飛彈的操作機種內，並在1988年10月10日從福熙號航空母艦上試射該型飛彈。

## 服役歷史

### 阿根廷

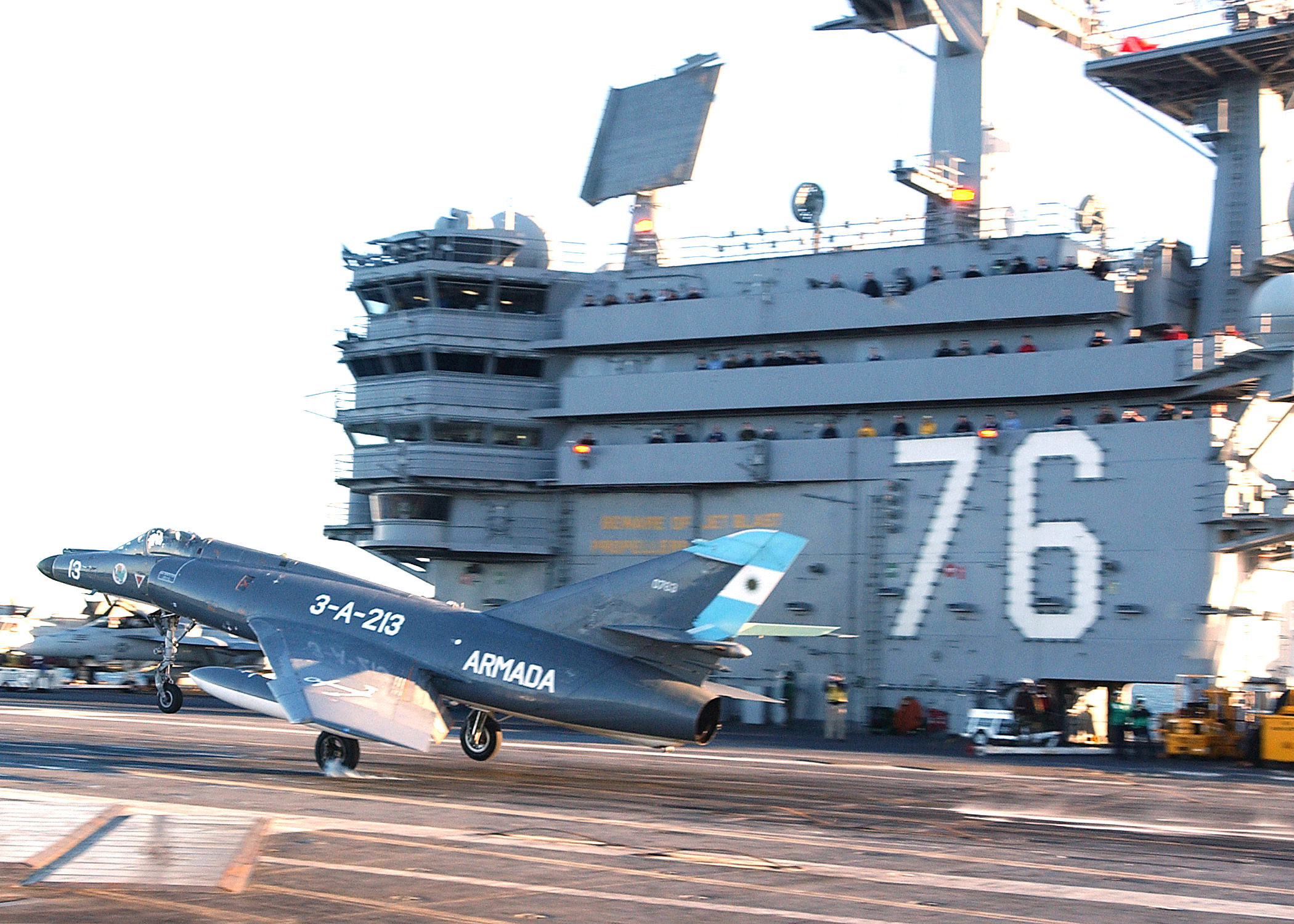
超級軍旗於隆納·雷根號航空母艦上觸地重飛（touch and go）

在美國因為阿根廷的骯髒戰爭而實行了武器禁運，並中止提供A-4天鷹式攻擊機的零件後，阿根廷海軍為了維持5月25日號航空母艦可用戰力，在1979年7月決定改購買14架超級軍旗式及14枚飛魚反艦飛彈。阿根廷的超級軍旗皆由阿根廷海軍第二攻擊機中隊操作。
阿根廷於1980年11月至1981年8月在法國進行飛行員的培訓課程，但福克蘭群島戰爭爆發時，阿根廷飛行員實際上只有45小時的飛行紀錄。  在1981年8月到9月戰爭爆發前夕，只有5架超級軍旗、5枚飛魚反艦飛彈及時運回阿根廷，剩下9架飛機和9枚飛彈則扣留在法國境內。在戰爭中，阿根廷的超級軍旗駐紮在里奧格蘭德，投入4架戰機，庫存的5枚飛彈全數都在實戰運用，其中2發用於1982月5月4日，當日超級軍旗由P-2海王星巡邏機引導攻擊英國艦隊，雪菲爾號驅逐艦遭命中1枚並被擊沉。1982年5月24日的攻擊則動用3枚飛彈，擊沉作為垂直起降戰機運輸艦的大西洋運輸者號貨輪，該波攻擊中有1枚飛彈朝無敵號航空母艦攻擊，但是尋標器最後失去目標而落水。
福島戰後，阿根廷接收了被扣留的9架超級軍旗及9枚飛彈，但敗戰與經濟制裁造成國內經濟困頓的結果讓軍方經費不足，機隊妥善率極低，且航空母艦過於老舊在1993年除役，導致原本為了艦載攻擊機用途而採購的超級軍旗失去採購意義；為了讓飛官仍能繼續維持航艦起降訓練，阿根廷在五月二十五日號航空母艦退役後借用巴西海軍的航空母艦空間進行訓練，或是在美國海軍航空母艦路過南美洲時進行相關的起落艦訓練避免失去相關技術。雖然阿根廷向來有努力企圖維持超級軍旗的妥善狀態，但是英國對法國多度政治干預阻礙這批戰機的戰備水準，加上阿根廷政府的財政狀況時好時壞，法國對阿根廷的軍備需求也多半是口惠而實不至。
雖然到2018年仍有11架超級軍旗列入服役序列，但是其機況已經惡劣到需要採購法國海軍的退役超級軍旗作為拆零使用。法國在2017年10月允許阿根廷購買5架除役的超級軍旗攻擊機、10具亞塔8K50噴射發動機、飛行模擬器、預備零件等，此一訂單合約價為1,255萬歐元。2019年5月，5架二手超級軍旗運抵布蘭卡港（Bahia Blanca），阿根廷投入500萬美元做改裝與性能提升。
2022年初，超級軍旗備用零組件問題仍未解決，飛機仍處於儲存狀態。
2023年5月17日，因為零件問題遲遲無法解決，阿根廷國防部長豪爾赫·塔亞納在阿根廷海軍成立209週年之際，宣布超級軍旗退役。

### 法國

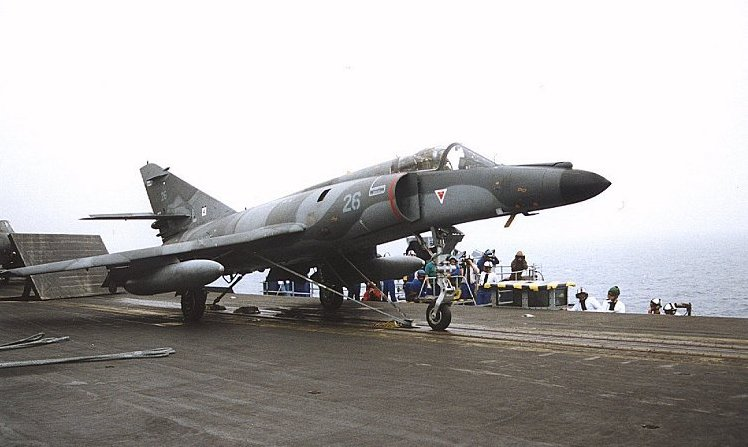
正從克里孟梭號上起飛的超級軍旗

法國海軍的超級軍旗攻擊機以克里孟梭級航空母艦為主要操作基地，一般在航艦上佈署的戰機，會有16架超級軍旗、10架F-8十字軍戰機、3架軍旗IV偵察機、7架貿易風式反潛機，以及若干直升機。在軍旗IV偵察機退役後，超級軍旗接替了該機的偵查機任務。
1990年代，法國為48架超級軍旗進行過一次現代化延壽，該計畫以每年15架的速度完成。該次延壽將火控航電計算機換裝為UAT-90型搭配新的銀蓮花雷達，該型雷達的搜索距離是龍舌蘭雷達的2倍遠；在更換航電之餘，飛機操縱也導入了手置節流閥與操縱桿系統，座艙部分重新設計。2000年代，超級軍旗進行生存提升改良，增裝電子干擾系統，駕駛艙導入夜視鏡、慣性導航系統整合GPS訊號提升精準度、並讓航電裝置整合達摩克利斯瞄準夾艙。
隨著達梭研發的陣風戰鬥機海軍型量產，超級軍旗攻擊機開始進入除役高峰。但因為早期量產的疾風機載航電系統尚未整合精準攻擊武器的全部能力，具有完整對海與對地功能的超級軍旗攻擊機仍被保留，在阿富汗作戰中，超級軍旗的主要任務便是攜帶雷射導引莢艙為疾風戰機搭載的雷射導引炸彈提供目標標定。
法國的超級軍旗機隊在2014年6月宣布在2016年夏季退役，最後一次戰鬥任務佈署在2015年，參與打擊伊斯蘭國的夏馬風行動。最後一支除役的超級軍旗飛行單位為第17海軍航空隊；該航空隊在2016年3月16日完全撤離戴高樂號，5月22日在比斯卡羅斯實施最後一場飛行表演，2016年7月12日在朗迪維西奧海軍航空站除役。

### 伊拉克
在兩伊戰爭期間，伊拉克空軍曾向法國海軍租用5架超級軍旗攻擊機，作為幻象F1戰鬥機換裝龍舌蘭雷達，整合飛魚飛彈工程完成前的替代品。法國在1982年10月決定出借超級軍旗，並接受伊拉克飛官與地勤在法國海軍所屬的朗迪維肖海軍航空基地接受換裝訓練，將這則租賃行動稱為糖作戰。這批超級軍旗交機任務由法國飛官執行，在1983年10月7日自布列塔尼起飛，經過科西嘉島索倫薩拉空軍基地暫時停留，後在克里特島與塞浦路斯之間海域巡弋的克里蒙梭號航空母艦降落，8日從克里蒙梭號起飛抵達伊拉克蓋亞拉空軍基地（介於摩蘇爾南方與巴格達之間），編入伊拉克空軍第81中隊，1984年初開始執行攻擊波斯灣的海上鑽油平台與油輪之破交任務，直至強化反艦能力的幻象F1EQ運交伊拉克。
這批超級軍旗在伊拉克的操作時間不滿1年半，佈署在伊拉克南部臨海的基地，出擊時由幻象F1護衛，進入任務海域後由龍舌蘭雷達搜索，只要雷達出現類似油輪的接觸訊號，便在不作識別的情況下發射飛彈，在超級軍旗作戰的其間中有多次遭到攻擊的案例，但鮮少出現油輪遭飛魚飛彈給擊沉的事跡。
這5架超級軍旗在1984年3月開始作戰，最初的重要任務是在1984年3月24日空襲伊朗興建中的布希爾核電站，但該次攻擊未有實質破壞效果。至1984年底，伊拉克的超級軍旗機隊實施了至少34次的攻擊任務，其中1架由伊拉克飛官卡茂爾中尉駕駛的超級軍旗在1984年4月2日於哈爾克島上空遭伊朗空軍的F-4E戰鬥機擊落，伊朗還宣稱在1984年7月26日及8月7日使用F-14戰鬥機各擊落1架超級軍旗攻擊機，但法國表示在1985年夏季收回了4架超級軍旗攻擊機，另外在1984年有一架超級軍旗受損。

## 用戶

超級軍旗攻擊機

### 潛在用戶
- 乌克兰

乌克兰空军阿根廷向法國提出轉讓五架退役飛機的計畫。

### 前營運商
- 阿根廷

阿根廷海军曾購買14架超級軍旗在海軍航空隊服役。2019年再採購5架二手戰機，2023年全數退役。
- 法國

法國海軍航空隊（Aviation Navale）曾有約71架，目前已被陣風戰鬥機所取代，全數退役封存。
- 伊拉克

伊拉克空軍於1983年至1985年借貸了5架。

## 性能諸元
基本信息
- 机组：1

性能
- 推重比：0.43

武器

- 機槍：2門30毫米DEFA 552機炮
- 火箭彈：2個Matra火箭筴艙，每個筴艙有18枚SNEB 68毫米火箭彈
- 飛彈：2枚AM-39飞鱼反舰导弹；2枚AS-30L空對地飛彈
- 炸彈：2,100公斤（4,600磅），4個掛架，能掛載各式炸彈 （如：BL 5系列通用炸彈）

## 註解
1. ↑  .   [2009-09-22]. （原始内容存档于2021-04-23）.
2. ↑  Burden 1986, p. 35.
3. 1 2  Huertas 1997, pp. 22–29.
4. ↑  Burden 1986, p. 36
5. ↑  Burden 1986, pp. 434, 438.
6. ↑  .   [2019-05-17]. （原始内容存档于2020-11-06）.
7. ↑  . MercoPress.   [2024-08-08]. （原始内容存档于2024-06-15）.
8. ↑  . 21 May 2023  [2023-05-23]. （原始内容存档于2024-11-27）.
9. ↑  . Крила — усе про українську авіацію.   [2024-06-12] （ua）.